# Spintria

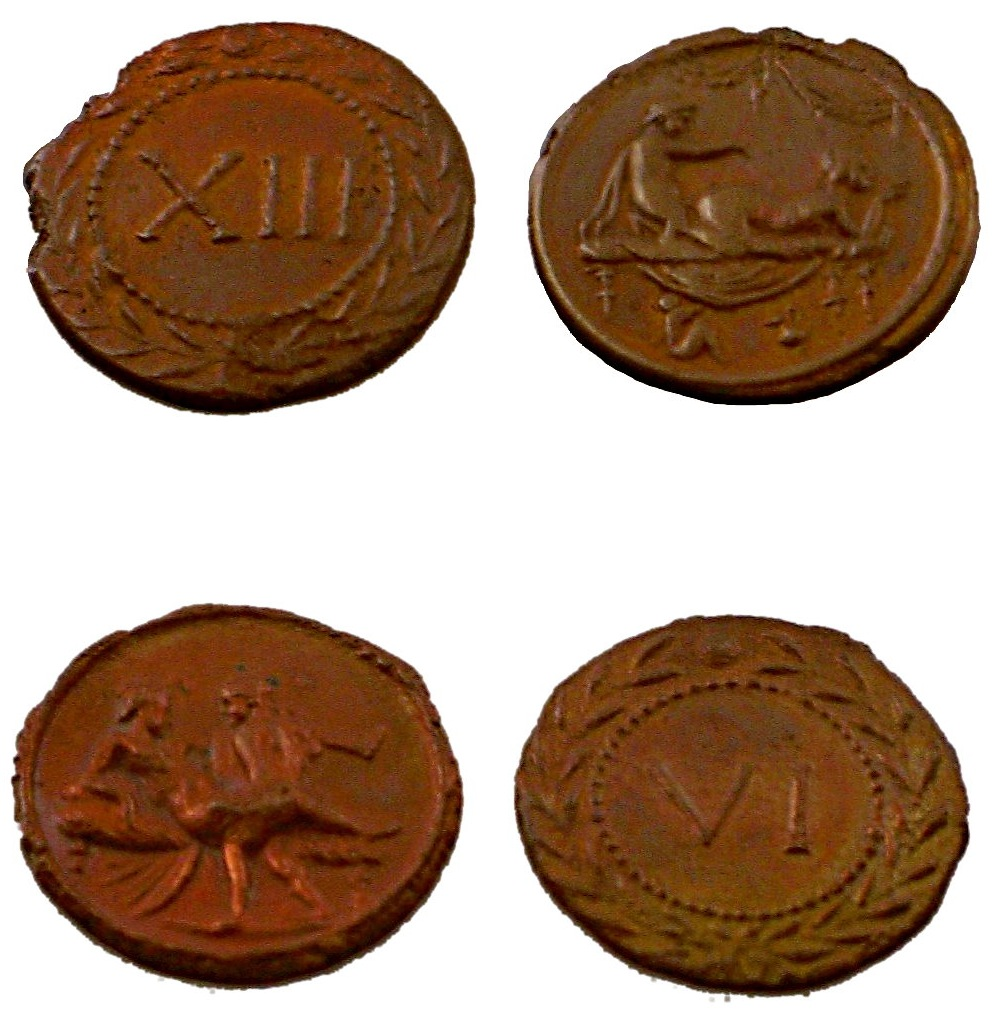
Spintrie

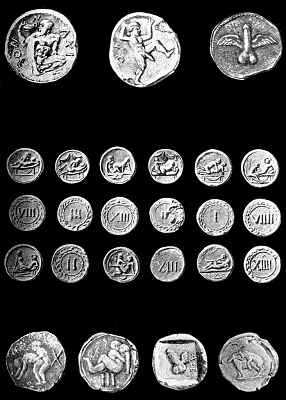
Spintrie nalezené v Pompejích

Spintrie (z řeckého σφιγκτὴρ = svěrač), známé rovněž jako bordelové známky, byly mincovní žetony využívané ve starověkém Římě jako prostředek vnitřní platby v nevěstincích (lupanáriích).

## Popis
Většina spintrií je ražena z bronzu nebo mosazi a má průměr 20–22 mm. Mince nesou na aversu obrazy s erotickými náměty, z nichž nejrozšířenějším je vyobrazení pohlavního aktu muže a ženy; je známo celkem patnáct různých poloh a předpokládá se, že vyobrazená pozice koresponduje se službou poskytnutou za předložený žeton. Na reversu mincí se obvykle nacházejí římské číslice (I až XVI), jejichž význam není přesně znám. Před číslicemi II, III a VIII se někdy objevuje „A“. Ojedinělé exempláře s číslicemi XVII a XXV byly patrně vadnými výrobky.
Jsou známy podobné předměty z jiných materiálů – při vykopávkách v Pompejích bylo nalezeno několik takovýchto známek z terakoty a kosti.

## Název
Výraz se u Římanů používal pravděpodobně k označení městské prostitutky; doklady lze nalézt např. u Suetonia ("Životy císařů") či Tacita ("Letopisy"). Název byl přenesen na římské žetony s erotickou tematikou teprve v 17. století, zjevně jako důsledek špatného pochopení Suetoniova textu. Písemné prameny neposkytují žádný doklad o tom, že by byl výraz užíván jako označení předmětu.

## Význam
Vedle obecně přijímaného názoru, že spintrie jsou žetony platné ve veřejných domech (jejich využívání k těmto účelům koresponduje se zákazem přinášet mince s obrazem panovníka do míst neřesti) se objevují i názory další – že sloužily jako hrací žetony a dokonce že snad byly za Tiberiovy vlády uvedeny do oběhu za účelem diskreditace císařské moci.

## Datování
Spintrie jsou datovány především do období vlády císaře Tiberia (14–37 n. l.), používaly se pak celé 1. a jsou dokldy výskytu i v 2. století n. l. i později.

## Současnost
Spintrie jsou velmi populárním předmětem sběratelského zájmu, což se odráží v jejich vysoké ceně (samozřejmě v závislosti na stupni zachovalosti); díky tomu se v numismatickém světě poměrně často objevují jejich padělky.